# سطح پتانسیل‌سنجی
سطح پتانسیل‌سنجی، سطح فشارسنجی، سطح فشار تبادلی یا سطح پتانسیومتری (به انگلیسی: Potentiometric surface)، صفحه فرضی است که در آن مخزن مشخصی از سیال در صورت جریان یافتن با آن «برابر می‌شود». یک سطح پتانسیومتری بر اساس اصول هیدرولیک است. به عنوان مثال، دو مخزن ذخیره متصل با یکی پر و دیگری خالی، به‌تدریج تا یک سطح پر/ تخلیه می‌شوند. این به دلیل فشار اتمسفر و گرانش است. این ایده به شدت در منابع آب شهری استفاده می‌شود - یک برج آب بلند دارای منبع آب، دارای سطح پتانسیومتری کافی برای تأمین آب جاری با فشار مناسب به خانه‌هایی است که تأمین می‌کند.